# Asterix i Alperna

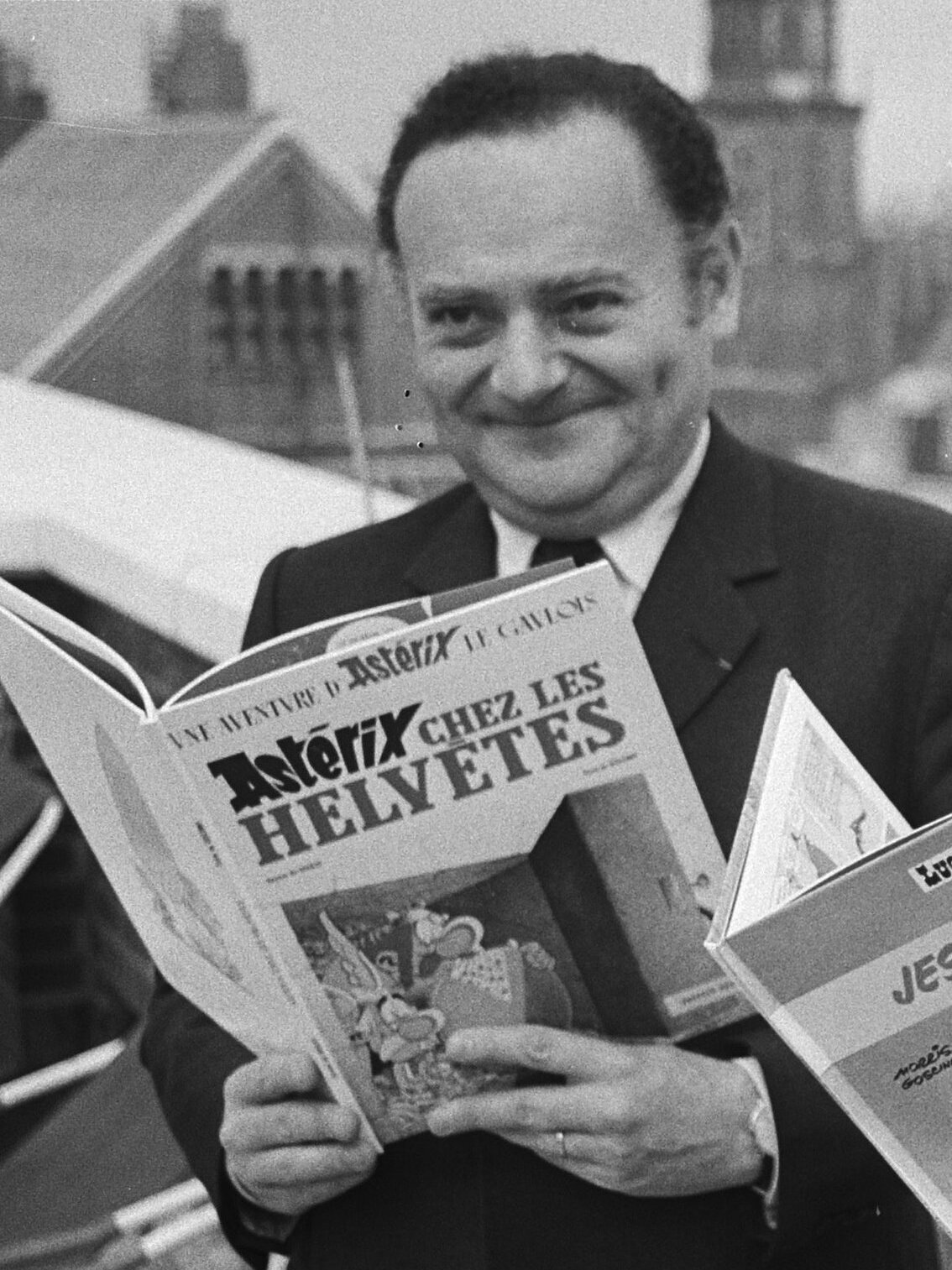
René Goscinny med albumet Asterix i Alperna på originalspråket

Asterix i Alperna (franska: Astérix chez les Helvètes) är det sextonde albumet i serien om Asterix och hans vänner. Serierna publicerades ursprungligen 9 juli-3 december 1970. Den franska albumutgåvan publicerades 1971 och den svenska översättningen kom 1975.  Manus skrevs av René Goscinny och teckningarna gjordes av Albert Uderzo.

## Handling
Den romerske guvernören i Condate (nutidens Rennes), Gracchus Colicovirus, stoppar skatterna i egen ficka och sysslar helst med orgier. En dag kommer kvestorn Claudius Toxicus dit för att kontrollera bokföringen. Guvernören tar inga chanser utan låter förgifta honom. Plågad av svåra magsmärtor skickar denne revisor efter en druid han har hört talas om, Miraculix.
Miraculix förstår snabbt att revisorn är förgiftad men för att kunna tillverka ett motgift behövs en alldeles speciell blomma, en edelweiss som Asterix och Obelix måste fara till Helvetia – det vill säga våra dagars Schweiz – för att finna. Guvernören i Condate skickar dock bud till Diplodocus, guvernör i Genava (Genève), att de två gallerna måste gripas.
Asterix och Obelix simmar i mörkret över Genèvesjön och tar in på ett hotell vid stranden. Innehavaren, Petisuix, ger dem ett rum men senare på natten kommer en romersk patrull till hotellet, på jakt efter två gallerna. Patrullen hittar ingenting men Petisuix förstår att det behövs ett bättre gömställe. Han tar med dem till Zurix' Bank. Bankdirektören förklarar att de kan gömma sig i ett bankvalv – den berömda helvetiska banksekretessen gör att de ska kunna känna sig lugna.
Nästa dag tar Petisuix med sig dem till ett regementsmöte utanför Genava där några i den helvetiska frivilligarmén möts. Plötsligt kommer en romersk patrull dit, ett stort slagsmål utbryter och Asterix och Obelix flyr upp i bergen. Däruppe, på en snöig alptopp, hittar Asterix till slut en edelweiss och med Obelix som kälke kan de sedan fly från den romerska patrullen och snabbt ta sig till Alpernas fot.
Det dröjer inte länge innan de åter är hemma, Miraculix har gjort Claudius Toxicus frisk igen och allesammans firar med en stor byfest, där för första gången en romare är medbjuden.
Under tiden blev Gracchus anhållen och förs till cirkusen i Rom, tillsammans med Diplodocus.
I albumet skämtas det friskt med typiska schweiziska företeelser – renlighet, klockor (fast vid denna tid fanns det förstås bara timglas), banksekretess, schweizerost och Wilhelm Tell.